# Dieta łatwostrawna z ograniczeniem tłuszczu
Dieta łatwostrawna z ograniczeniem tłuszczu – dieta stosowana przy schorzeniach wątroby, trzustki, pęcherzyka żółciowego i dróg żółciowych oraz we wrzodziejącym zapaleniu jelita grubego. Najważniejszym zaleceniem przy tej diecie jest zakaz picia alkoholu.

## Zalecenie ogólne
- dieta powinna być normokaloryczna z ograniczeniem tłuszczu, przy zwiększeniu spożycia węglowodanów
- należy spożywać 5 posiłków dziennie o umiarkowanej objętości
- istotnym elementem jest ilość tłuszczu i forma przygotowania posiłku, który jest trawiony przez soki trzustkowe
- najlepszą metodą przygotowania potraw jest: gotowanie na parze, duszenie bez smażenia, pieczenie w folii lub w pergaminie
- zawartość podstawowych składników odżywczych w całodziennej diecie:[potrzebny przypis]
  - białko: 65-90 g,
  - tłuszcz: 40-50 g,
  - węglowodany: 345 g
- ilość błonnika w diecie powinno się ograniczyć do 20-25 gramów na dobę[potrzebny przypis][2]
- wskazana jest dieta o dużej zawartości witamin C i E (antyoksydantów – składników odżywczych o działaniu przeciwutleniającym)

## Wskazówki dietetyczne
Przykładowy zestaw produktów spożywczych dostosowany do diety wątrobowej:
| Grupy produktów                                | Produkty zalecane | Produkty niezalecane |
| ---------------------------------------------- | --- | --- |
| Mleko, produkty mleczne                        | niskotłuszczowe mleko, mleko odtłuszczone, maślanka (do 1/2 litra dziennie), produkty z kwaśnego mleka, odtłuszczony jogurt, chudy twaróg i ser do 3% tłuszczu, kwaśna śmietana z 10% tłuszczu, mleko skondensowane z 5% i 7,5% tłuszczu, kefir                                                    | zawierający bardzo dużo tłuszczu ser, mocno przyprawiane gatunki serów, fromage, krówki |
| Produkty zbożowe, produkty skrobiowe           | mąka, mąka ziemniaczana, płatki owsiane i pszenne, ryż, grysik, budyń, makarony, płatki kukurydziane, pszenne, żytnie, kiełki soi, soczewicy, kukurydza | gruboziarniste, zarodki pszenne, nasiona słonecznika, sezamu, orzechy, migdały |
| Chleb, pieczywo                                | chleb pszenny, grzanki, sucharki, chleb chrupki, dobrze wypieczony chleb mieszany, Graham, chleb razowy, ciasto drożdżowe, biszkopt, ciastko z owocami, piernik, keks, kajzerki, chrupki kukurydziane                                                                                              | świeży chleb, torty, ciasto francuskie, wypieki smażone na tłuszczu (pączki, naleśniki, makaroniki), krakersy, ciastka kruche, bułki maślane, ptysie, sernik, kruszonka                                    |
| Cukier, słodycze, sacharyna(słodzik)           | cukier, fruktoza, cukier gronowy, miód pszczeli, galaretka, marmolada, słodzik płynny, w proszku lub w tabletkach | słodycze (cukierki, czekolada, pralinki lub czekoladki) |
| Owoce                                          | obrane jabłka i gruszki, pomarańcze, mandarynki, grapefruit, truskawki, maliny, jeżyny, melony, kiwi, brzoskwinie, morele; najlepiej przyswajalne są kompoty owocowe | niedojrzałe owoce, śliwki, agrest, porzeczki, jabłka i gruszki ze skórą, avocado, orzechy, migdały |
| Przyprawy, sosy przyprawione korzeniami, zioła | kminek, anyż, koper włoski, goździki, muszkat, liście bobkowe, jagody jałowca, ziele angielskie, przecier pomidorowy, ketchup. Przy indywidualnej tolerancji także: curry, chili, czosnek, cebula i słodka papryka w proszku w małych ilościach, wszystkie zioła                                   | ostra musztarda, pieprz, cynamon (ze względu na kumarynę), papryka w większych ilościach, angielskie sosy z esencji, majonez                                                                               |
| Napoje                                         | czarna herbata, słaba kawa ziarnista, soki owocowe i warzywne, koktajle mleczne, mleko kakaowe z mleka odtłuszczonego lub niskotłuszczowego, herbaty ziołowe, woda mineralna niegazowana | mocna kawa ziarnista, napoje gazowane; przy schorzeniach trzustki oraz przy marskości wątroby całkowicie zakazany jest alkohol!                                                                            |
| Mięso, drób, dziczyzna                         | cielęcina, wołowina (chuda), polędwica, jagnię, serce, wątroba, nerki, kura, kurczak, indyk, gołąb, bażant, dzika kaczka, królik, zając, sarna, jeleń, dzik, konina, flaki | tłuste mięso wołowe, cielęce, wieprzowe, baranie, mięso mocno peklowane, mięso mocno przypieczone, panierowane, mięso wypiekane w tłuszczu, tłusty drób (kaczka, gęś), serca, ozory, mózg, skórki z drobiu |
| Wędliny                                        | szynka bez tłuszczu, chuda, zimna pieczeń, peklowane mięso w puszkach, cielęcina w galarecie, drób w galarecie, wędliny drobiowe | wszystkie inne tłuste i mocno wędzone gatunki kiełbas, mielone mięso wieprzowe, mięso siekane, pasztety, pasztetowa, salceson, salami, parówki, kaszanka                                                   |
| Zupy, sosy                                     | chudy rosół na mięsie, lekko podprawiane zupy, sosy o małej zawartości tłuszczu | tłusty rosół, majonez, sosy masłowe, wywary z kości |
| Tłuszcze do smarowania, oleje                  | masła, margaryny miękkie (w kubkach), oleje roślinne i słonecznikowy, olej z kiełków pszenicy, kukurydziany, sojowy, oliwa | smalec, łój, słonina, margaryny twarde (w kostkach) |
| Ryby, skorupiaki                               | okoń, dorsz, flądra, sola, pstrąg, szczupak, lin, kraby, raki, ryba w galarecie, świeży tuńczyk, sandacz, morszczuk, mintaj, płastuga | karp, śledź, węgorz, makrela, łosoś, halibut, turbot, tuńczyk w oleju, sardynki w oleju |
| Ziemniaki                                      | ziemniaki w mundurkach, ziemniaki solone, ziemniaki purée, kluski ziemniaczane z gotowanych ziemniaków | frytki, sałatka ziemniaczana z majonezem, placki ziemniaczane, smażone ziemniaki |
| Warzywa, sałatki                               | młode marchewki, młoda kalarepa, szparagi, szpinak, kapusta kiszona, rzodkiew, buraki, seler, pomidory i ogórki bez skórki, pieczarki, sałata zielona, wszystkie sałatki przyprawione octem winnym lub sokiem z cytryny, oberżyny, cukinia, koper włoski (małe ilości, zwiększa wydzielanie żółci) | cebula surowa, jak i zarumieniona na tłuszczu, odmiany kapusty: biała, czerwona, włoska, przede wszystkim w połączeniu z cebulą, tłuszczem i tłustym mięsem, kalafior, brokuły, groch, fasola, soja        |
| Potrawy z jaj                                  | jajko na miękko, omlet z piany, luźna jajecznica, jajko do zagęszczania zup, sosów, legumin, sufletów (przy żółtku należy zwracać uwagę na jego tolerancję przez organizm) (Uwaga! żółtko przeciwwskazane w schorzeniach dróg żółciowych), białko kurze                                            | jajka gotowane na twardo, jajka sadzone i jajecznica na słoninie, żółtka |